# 新垣安弘
新垣 安弘（あらかき やすひろ、1955年〈昭和30年〉12月30日 - ）は、日本の政治家。沖縄県八重瀬町長（2期）。元沖縄県議会議員（2期）、元八重瀬町議会議員（2期、当選回数は1回）、元東風平町議会議員（1期）。

## 来歴
琉球政府島尻郡東風平村（現・沖縄県八重瀬町字志多伯）生まれ。沖縄県立糸満高等学校卒業。
1982年10月14日、統一教会（現・世界平和統一家庭連合）の6000双国際合同祝福結婚式がソウルの蚕室体育館で開催され、5837組の新郎新婦が祝福された。新垣もこの合同結婚式に参加した。
2002年9月、東風平町議会議員に初当選。2006年1月1日、東風平町と具志頭村が合併し八重瀬町が誕生。合併に伴い、八重瀬町議会議員となる。同年9月3日に行われた八重瀬町議会議員選挙に民主党公認で立候補し、当選。
2008年6月8日に行われた沖縄県議会議員選挙に島尻郡選挙区（定数3）から民主党公認で立候補し、初当選した。2012年、再選。2016年の県議選は選挙区が「島尻・南城市選挙区」（定数4）となり無所属で立候補。得票数4位の日本共産党新人の玉城武光に対し39票の僅差で敗れ、次点で落選した。
2018年1月28日に行われた八重瀬町長選挙に自民党・公明党の推薦を受けて立候補し、前町議の知念昭則、前町議の宮城勝也を破り初当選した。2月12日に町長就任。
2022年、無投票で再選。

## 統一教会との関係
- 前述のとおり、1982年10月14日にソウルの蚕室体育館で開催された統一教会（現・世界平和統一家庭連合）の合同結婚式[3][4]に参加した。[5][6]。
- 2022年8月24日、琉球新報は、統一教会と政治との関係をめぐる県内41市町村長アンケート調査の回答を公表。新垣は同アンケートで、教団関連の講演会に参加したと答えた[11]。
- 2022年10月19日、町議会9月定例会一般質問で神谷信夫は前述のアンケートの結果を踏まえ、「今後、教会側との関係を絶つかどうか」と尋ねた。新垣は神谷の質問に対し「県議会や国会で議論されている。そこに関心を寄せながらどうあるべきか考えたい」と述べ、関係を断つとは明言しなかった。また、「はなからお宅とは（関係を）断絶しますというのは人間同士の関係としていかがなものか」との見解を示した[12]。同年12月15日、町議会12月定例会で神谷信夫は、統一教会と町当局の関係の有無を調査するよう追求するが、新垣は「信教の自由や思想信条、人権に配慮しなければならない行政の立場としては国の規定や法令に基づかない根拠のない対応は取るべきではない」と答え、調査を拒否した。教団との関係を断絶するか否かを問われると、新垣は「断絶という言葉があまりにきつくて私としては明確に言っていいのか分からない」と述べた[13]。
- 2025年6月16日、琉球新報が新垣への取材記事を掲載。新垣は記事の中で、教団の高額献金について「被害なのか何なのか、よく分からない」と述べた[14]。
- 2025年6月16日の琉球新報のインタビュー記事の中で新垣は「沖縄の統一教会の本部に行ったこともないし、献金も全くしてない」ネット上に信者と書かれていることについては「教団からは自然と離れた。（現在は）関係はない。信者と書かれていることについては直さないといけない。」と説明した。「最近教会側から出ている情報で、マスコミに登場する人の半分ぐらいは拉致監禁されて強制改宗されて反統一教会になった人たちなんだよというのは、うそじゃないと思う」と述べ、高額献金についてもいろんなケースがあるから一方向だけの批判はどうなのかなと述べた。
- 2025年6月20日、琉球新報が町議会6月定例会での質疑の内容を掲載。新垣は記事の中で旧統一教会が選択的夫婦別姓やパートナーシップ制度など否定する立場を取っていることについて「特定の宗教団体のことが政策に影響されることは今までもこれからも100パーセントない」と述べた。